# Wenkbrauw

Wenkbrauwen die expressie geven

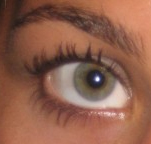
Wenkbrauw met was gemodelleerd

De wenkbrauw is de naar voren stekende, met gezichtshaar begroeide botrand boven het oog. Deze botrand wordt zowel bij mensen als bij primaten aangetroffen. De beharing op de botrand is waar het woord wenkbrauw in het dagelijks spraakgebruik meestal specifiek naar verwijst, niet naar de botrand op zich.
De wenkbrauw heeft als oorspronkelijk doel te voorkomen dat zaken als zweet, vuil en andere kleine voorwerpen in het oog terechtkomen. 
De wenkbrauwen hebben ook een belangrijke functie in lichaamstaal. Ze zijn een medebepalend onderdeel van mimiek als het gaat om expressie van emoties. Half opgetrokken wenkbrauwen laten tijdens een discussie zien dat de gesprekspartner verbaasd is. Trekt hij of zij de wenkbrauwen heel hoog op, dan is de boodschap: 'ik geloof je niet!' Iets naar beneden gehouden wenkbrauwen in een halve frons wil zeggen: 'Je bent niet erg duidelijk'. Fronsen van de wenkbrauwen betekent: 'Ik keur dit gedrag af' of 'Ik ben het niet met je eens'.
Darwin noemde de spier die de wenkbrauwen tegelijkertijd omlaag trekt en samentrekt de 'muscle of difficulty' (probleemspier). Het viel hem namelijk op dat deze spierbeweging optreedt wanneer zich een of andere moeilijkheid voordoet die uiteen kan lopen van iets zwaars optillen tot het maken van een ingewikkelde berekening.
Sommige mensen hebben doorlopende, dikke wenkbrauwen, ook synophrys genoemd. Dit type wenkbrauw is genetisch gesproken dominant. Dunne wenkbrauwen daarentegen zijn recessief.

## Wenkbrauwen in de cultuur
In sommige culturen wordt, vooral door vrouwen, veel aandacht besteed aan de wenkbrauwen; bijvoorbeeld het verwijderen van wenkbrauwhaar met behulp van hete was of het epileren (verwijderen van haartjes) van de wenkbrauwen.